# Hospitalkirche St. Jakob (Zittau)

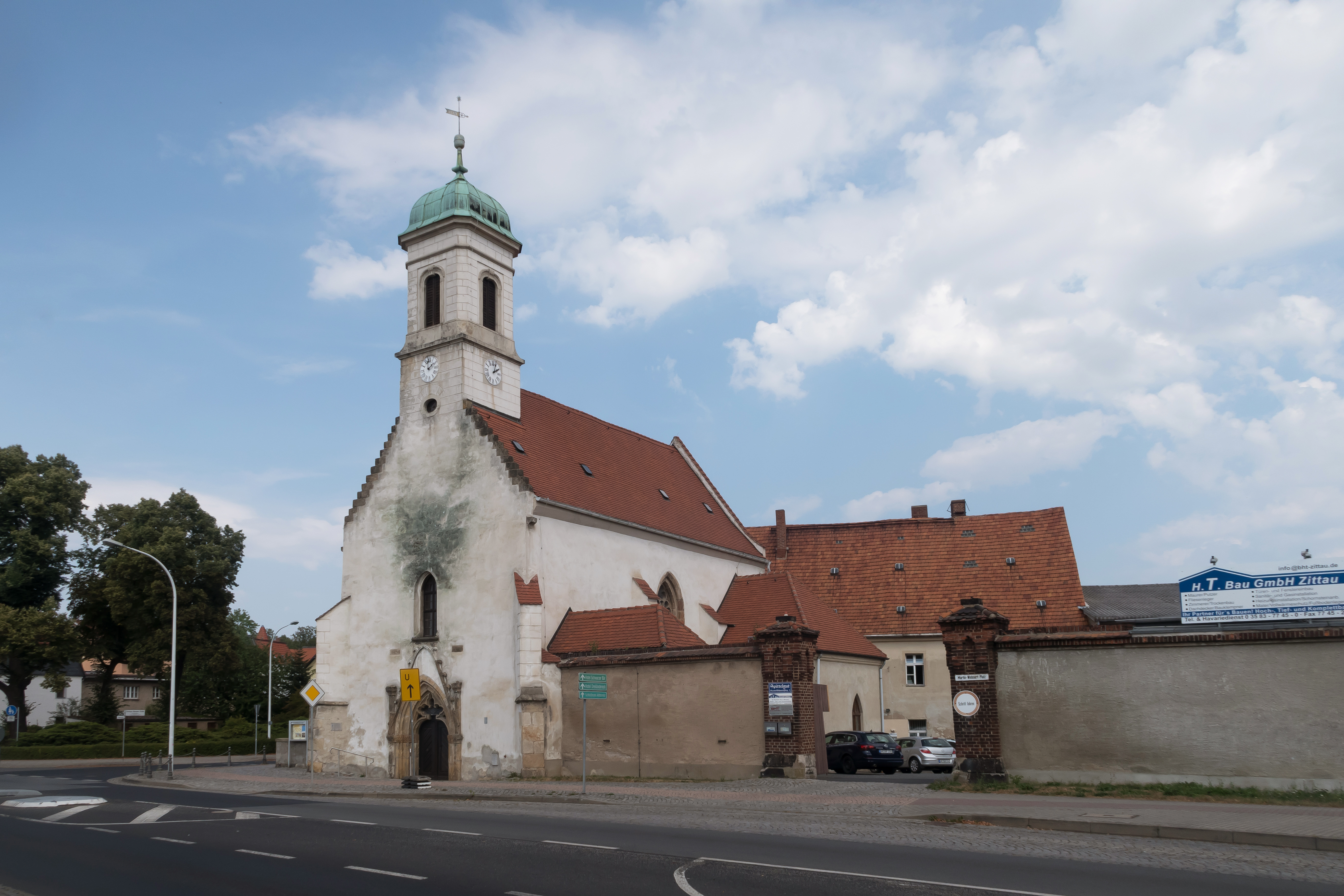
Hospitalkirche St. Jakob in Zittau

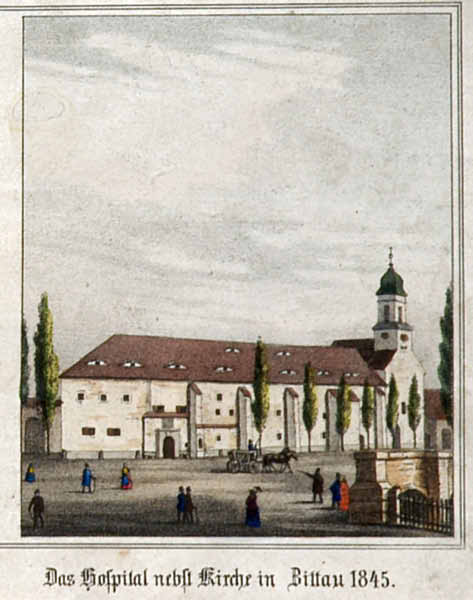
Lithographie des Hospitalgebäudes und Kirche (1845) in Zittavia oder: Zittau in seiner Vergangenheit und Gegenwart (1848)

Die Hospitalkirche St. Jakob in Zittau ist eine ehemalige Krankenhauskapelle, die zuletzt von 1990 bis 2023 von der evangelisch-methodistischen Gemeinde als Kirche genutzt wurde.

## Geschichte

### Vorgeschichte
Nach Angaben der Website der Zittauer Alten- und Pflegeheim GmbH „St. Jakob“ gründete der Johanniterorden um das Jahr 1290 in Zittau eine Hospitalstiftung „Sankt Jakob“.
Auch nach Moritz Oskar Sauppe beginnt die Vorgeschichte des Spitals Ende des 13. Jahrhunderts. Cornelius Stempel bezeichnete das Entstehungsjahr des Hospitals als ungewiss, da kein Stiftungsbrief erhalten ist. Sicher ist demnach aber, dass das Grundstück dem Spital von den Herren von Donyn, Burggrafen auf Grafenstein, als „Lehen ohne Dienstbarkeit“ überlassen wurde.

### Älteste Urkunde des Hospitals
„Nos igitur peticionibus eorum congruis inclinati, id ipsum hospitale ciuibus in temporalibus et fratribus cruciferis ibidem existentibus in spiritualibus committimus in his scriptis, tempore perpetuo gubernandum. Presentibus domino Hermanno confessore nostro, episcopo de insula sancte Marie, domino Benessio de Wartenberg, domino Heinrico de Lipa protonotario nostro, Johanne de Schleckenwerd.“

„Daher vertrauen wir, ihren Bitten entsprechend, mit diesen Schriften dasselbe Hospital in weltlichen Angelegenheiten den Bürgern und in geistlichen Angelegenheiten den dort ansässigen Kruziferarbrüdern zur ewigen Leitung an. In Anwesenheit unseres Beichtvaters Herrn Hermann, des Bischofs der Marieninsel, Herrn Benesius von Wartenberg, unseres Protonotars Herrn Heinrich von Lipa, und Johannes von Schleckenwerd.“

Am 13. Mai 1303 überwies König Wenzel von Böhmen und Polen das „vor Toren der Stadt Zittau gelegenen Hospitals“ dem Rat Zittaus und der Kreuzherren-Kommende. Der Zittauer Rat sollte das Hospital weltlichen Angelegenheiten leiten, die Kreuzherren-Kommende hingegen in geistlichen Sachen. Die diesbezügliche Urkunde ist im Wortlaut abgedruckt im ersten Band des Codex diplomaticus Lusatiae superioris, wiederum abgedruckt im Neuen Lausitzischen Magazin (1850) und in Carpzovs Analecta Fastorum Zittavensium erhalten (1716).

### Besitz
Aus den erhaltenen Zinsbüchern sind viele zinspflichtige Äcker, Wiesen und Wälder in den umliegenden Dörfern des Spitals ersichtlich, des Weiteren beispielsweise Fleisch- und Schuhbänke (Verkaufsstätten eines Schuhmachers) in der Stadt Zittau selbst.

### Leitung
Zwei „Hospitalherren“ (ab dem Jahr 1485 drei) leiteten das Hospital. Sie wurden vom Rat berufen, waren aber selbst normalerweise keine Mitglieder des Rats. Zu ihren Aufgaben gehörten die Verwaltung der Zinseinnahmen, Verpachtungen, Verkäufe und sonstiger finanzieller Aktivitäten, außerdem die Bestellung des für den Betrieb des Hospitals notwendigen Personals.

### Fronleichnamskapelle (Hospitalkirche)
Vor dem Jahr 1352 entstand in unmittelbarer Nähe eine Fronleichnamskapelle („sonst Hospitalkirche genannt“). In jenem Jahr 1352 nämlich, erhielt diese Kapelle einen Altar, wie aus einem Hinweis auf eine Stiftung über 10 Mark für einen Altar ableitbar ist. Während in älterer Literatur davon ausgegangen wird, dass Karl IV. die Errichtung dieser Kapelle genehmigte, wurde sie nach Cornelius Stempel wohl von Karl IV. vor 1352 gestiftet. Im Jahr 1364 wurde der Kapelle ein Glockenturm gestiftet, in den Jahren 1368 und 1396 erfolgten weitere Stiftungen.
Trotz einiger Zerstörungen im Verlauf der folgenden Jahrhunderte gehöre die Kirche im Wesentlichen, so Gurlitt, noch ihrer Gründungszeit unter Karl IV. Mitte des 14. Jahrhunderts an.
Ende des 14. Jahrhunderts wird im Inventar eine Kapelle St. Martini bei der Kirche erwähnt, die vermutlich südöstlich davon gelegen hat.
Eine heute noch gut erhaltene Schrifttafel erinnert an die Renovierung des Kircheninneren im Jahr 1721 zum 200. Jubiläum der Berufung des Predigers Lorenz Heidenreich nach St. Jakob, mit der die Einführung der Reformation in Zittau verbunden ist. Die Renovierung wurde beaufsichtigt vom damaligen Bürgermeister Johann Christian Nesen, Karl Philipp Stoll, Christoph Friedrich Kessler und Pfarrer Gottfried Benjamin Martini.

### Hussitenzeit, Reformation, Pönfall und Dreißig- und Siebenjähriger Krieg
Die Hussitenkriege trafen das außerhalb Zittaus gelegene Spital besonders, insofern seine Äcker, Grundstücke und Gebäude verwüstet bzw. verbrannt, sowie die eigentlich für die armen Leute bestimmte Verpflegung gestohlen wurde. Viele historische und für das Hospital wichtige Dokumente wurden zerstört, Gottesdienste fanden nicht statt.
Trotz immenser Zerstörungen konnte das Hospital in verhältnismäßig kurzer Zeit die Schäden reparieren und seine Wirtschaft wieder auf ein hohes Niveau bringen. Hospital und Kirche wurden im Jahr 1464 renoviert.
Den Oberlausitzer Pönfall und die Reformation überstand das Spital gut – im Jahr 1580 versorgte es 25 arme Menschen.
Im Dreißigjährigen Krieg verbrannte man im Jahr 1634 die Hospitalgebäude, nutzte sie im Jahr 1643 als Verschanzung.
Im Jahr 1757 (Siebenjähriger Krieg; vergleiche: Zittau#Vom 18. bis Anfang 19. Jahrhundert) verbrannte beim großen Zittauer Stadtbrand der kupferne aus dem Jahr 1678 stammende Dachreiter. Eine Erneuerung des Turms über der Giebelmauer wurde im Jahr 1778 vollendet.
Das Hospital war schon im 19. Jahrhundert überhaupt nicht mehr erhalten. Stattdessen gibt es eine Abbildung aus dem Jahr 1845 eines länglichen Gebäudes nördlich der Kirche, das mindestens bis zu Beginn des 20. Jahrhunderts bestand, heutzutage aber überhaupt nicht mehr vorhanden ist.

### Siechhaus zum Heiligen Geist
Neben dem Hospital St. Jakob befand sich das Siechhaus zum Heiligen Geist, wahrscheinlich eine Betreuungsstätte für Aussätzige und Schwerstkranke, denen selbst die Mittel für das Hospital St. Jakob fehlten. An dieses Siechhaus grenzte ebenfalls eine, wahrscheinlich St. Gertraud geweihte Kapelle.

### Neues Hospitalgebäude
Am 11. Juni 1847 wurde durch die königliche Kreisdirektion Bautzen die Errichtung eines neuen Hospitalgebäudes beschlossen, das mehr dem Zeitgeist entsprechen sollte. Durch Ludwig Haberkorn, damaligem Bürgermeister, erfolgte die Grundsteinlegung am 18. September 1862.
Der Hospitalprediger und Archidiakon Edmund Pescheck weihte das Gebäude am 10. Dezember 1864 feierlich ein. Zunächst waren über 50 Bürger betreut, später über 150.
Die Stiftung wurde am 12. September 1952 aufgelöst, die Stadt Zittau betrieb das Haus neben Einrichtungen als Feierabendheim Rosa-Luxemburg in der Lortzingstraße. 1994 wurden die Einrichtungen, die sich nach der Wende in einem desolaten Zustand befanden, in die Zittauer Alten- und Pflegeheim GmbH „St. Jakob“ ausgegliedert. Im Jahr 1999 begann die aufwändige Sanierung, dank der heute in diesem Haus wieder über 50 Personen versorgt werden können.